# Richard Elliott Friedman
Richard Elliott Friedman (* 5. Mai 1946 in Rochester (New York)) ist ein US-amerikanischer Judaist, Bibelwissenschaftler und ein emeritierter Ann-und-Jay-Davis-Professor für Jüdische Studien an der University of Georgia.

## Leben und Wirken
Friedman ist der Sohn von Alex Sandor Friedman. Er besuchte die University of Miami, die er mit einem Bachelor of Arts (B.A.) im Jahre 1968 abschloss, es folgte das Jewish Theological Seminary, das er 1971 erfolgreich beendete. An der Harvard University erlangte er im Jahre 1974 einen Master of Theology (ThM) über Forschungen in der hebräischen Bibel und einen Doctor of Theology (Th.D.) über den Tanach und nahöstliche Sprachen und Zivilisationen im Jahre 1978. Er war dort u. a. Schüler von Frank Moore Cross und George Ernest Wright. Friedman beherrscht an alten Sprachen Akkadisch, Aramäisch, Altgriechisch, Hebräisch, Latein und Ugaritisch, an modernen Sprachen neben Englisch noch Französisch, Deutsch und Ivrit.
Friedman übernahm von 1994 bis 2006 an der University of California (San Diego) eine Stiftungsprofessur als „Katzin-Professor für Jüdische Zivilisation“  zu seinen Forschungsinteressen betreffend dem Tanach, nahöstlicher Sprachen und Literatur. Im Anschluss wechselte er an die University of Georgia, Department of Religion, wo er  die Stiftungsprofessorenstelle „Ann and Jay Davis Professor of Jewish“  innehatte. Friedman unterrichtet Hebräisch, hebräische Bibel und Judaistik.
Er  erhielt zahlreiche Auszeichnungen und Ehrungen, darunter den „American Council of Learned Societies Fellow“. Er war Visiting Fellow an der University of Cambridge und der University of Oxford  sowie „Senior Fellow“ der American Schools of Oriental Research in Jerusalem. Auch nahm er an zahlreichen archäologischen Ausgrabungen des City of David Project in Jerusalem teil. In seinem Werk „Wer schrieb die Bibel?“ (1987) setzte er sich intensiv mit der Neueren Urkundenhypothese auseinander.
Friedman war seit 1987 mit Randy Linda Friedman, geborene Sturman (1956–2008) verheiratet. Das Paar hat zwei Töchter. Nach dem Tod seiner ersten Ehefrau ist er seit 2012 mit Janet Schatten verheiratet.

## Friedmans Auseinandersetzung und Analyse zur Neueren Urkundenhypothese
Friedmans Analyse im Zusammenhang mit der Neueren Urkundenhypothese belegt, dass die beiden biblischen Quellen, die von Elohist („E“) und Jahwist („J“), in zeitlichem Abstand vor der Zerstörung Israels durch die Assyrer kompiliert und verfasst wurden. Beide Texte wurden im Tanach beibehalten, das sei darin begründet, dass sowohl „E“ als auch „J“ in den sich konstituierenden eisenzeitlichen Königtümern Israel sowie Juda bekannt gewesen waren und eine Streichung der einzelnen Textpassagen in den literalen Gruppen der Gesellschaft nicht akzeptiert worden wäre.
Friedman u. a. gehen davon aus, dass sich eine institutionell ausgebaute Monarchie zunächst im Norden (9. Jh. v. Chr.) und davon abhängig schließlich in Juda (9./8. Jh. v. Chr.) herausbildete.

Nordreich Israel und Südreich Juda im 9. Jahrhundert v. Chr. nach Angaben aus dem Tanach; siehe nahezu identische Karte in Friedman (2007) S. 10. In der Zeit der Entstehung des „J“-Textes.

Die Hypothese einer höfischen Schreibkultur lässt sich erst im 8. Jh. v. Chr. durch die wachsende Anzahl administrativer Texte stützen. Die höfische Schreibkultur wurde zur Legitimation der Herrschaft in Personalunion über das Nordreich Israel und das Südreich Juda genutzt.
Die beiden biblischen Quellen, die von „E“ und „J“, wurden von Personen verfasst, die in der jeweiligen Epoche lebten.
Die Verfasserschaft von „E“ stammte aus Israel, dem Nordreich, die Verfasserschaft von „J“ aus dem Südreich Juda. Anders formuliert, die „E“-Erzählungen passen zu den Städten und dem Territorium von Israel, die der „J“-Erzählungen zu den regionalen Gegebenheiten des Südens. Damit wird die Erzählperspektive der Texte bestimmt.
In den „J“ Texten wird Gott durchgängig mit Jahwe (יהוה, unvokalisiert JHWH) benannt, in „E“ wird er als Elohim bezeichnet, aber nur bis zur ersten Begegnung von Gott mit Moses.
Als Gott (Elohim) zu Moses sprach und nach seinem Namen fragte, war die überlieferte Antwort in Hebräisch:
„Ich bin da“.  Was sich auch als: „Ich bin, der ich bin“ oder „Ich werde sein der ich sein werde“ oder auch „Ich bin für euch da“, (hebräisch אֶֽהְיֶ֖האֲשֶׁ֣ר אֶֽהְיֶ֑ה Ehjeh ascher Ehjeh) wiedergegeben werden kann. Die hebräische Wurzel der Worte sei, nach Friedman, dieselbe, wie die Wurzel im Namen „Jahwe“.
Damit nennt in „E“ Jahwe seinen Namen erstmals Moses gegenüber, davor wurde er durchgängig mit El oder Elohim bezeichnet. Dabei ist die Person Moses für den Text „E“ von größerer Bedeutung als im Text „J“. Bei „E“ ist Moses der Wendepunkt in der Geschichte der Israeliten. Der Text „E“ schildert in weitaus geringerem Maße die bisherige Welt der Israeliten vor Moses, also keine Schöpfungsgeschichte, keine Sintflut-Erzählung und nur wenig über die Erzväter. Hingegen werden in „E“ die Gesetze (Mitzwot) ausführlich dargelegt.

## Werke (Auswahl)
- Who Wrote the Bible? Harper, San Francisco 1987 (2. Auflage 1997).
- The Disappearance of God: A Divine Mystery. Little, Brown and Company, 1995.
- The Hidden Face of God., Harper, San Francisco 1996.
- The Hidden Book in the Bible. Harper, San Francisco 1999.
- Commentary on the Torah. Harper, San Francisco 2003.
- The Bible with Sources Revealed. Harper One, 2009.
- Studying Torah: Commentary, Interpretation, Translation. Judaism: A Quarterly Journal of Jewish Life and Thought, vol. 50, no. 3, summer 2001, S. 295
- The Exodus. Harper One, 2017.
- The exile and biblical narrative. Scholars Press, 1981
- Wer schrieb die Bibel? So entstand das Alte Testament. Anaconda, Köln 2007, ISBN 978-3-86647-144-3
- zusammen mit Shawna Dolansky: The Bible Now. Oxford University Press, 2011.